# Boccaccio (operetă)
Boccaccio   (titlul original: în germană Boccaccio) este o operetă (după alte surse operă comică) în trei acte de Franz von Suppé, al cărui libret a fost scris de Friedrich Zell și Richard Genée, după Decameronul („Il Decamerone”) de Giovanni Boccaccio. Premiera operei a avut loc la „Theater an der Wien” în Viena.
În România "Boccaccio" a fost prezentat în premieră la Teatrul Național din București, în stagiunea 1884-'85.
În 1893 "Boccaccio" a fost prezentat la Cernăuți, de teatrul condus de familia Teodorini.

## Personaje
- Fiametta, fiica adoptivă a lui Lambertuccio (soprană)
- Giovanni Boccaccio, iubitul ei (alto)
- Scalza, bărbier (bas buffo)
- Beatrice, soția acestuia (mezzosoprană)
- Leonetto, student, iubitul Beatricei (bariton)
- Lotteringhi, dogar (tenor buffo)
- Isabella, soția acestuia (alto)
- Pietro, prinț de Palermo, iubitul ei (tenor)
- Lambertuccio, negustor de mirodenii (tenor buffo)
- Petronella, soția sa (alto)
- majordomul ducelui (bariton)
- Checco, un cerșetor (bas)
- un vânzător de cărți ambulant (bariton)
- studenți (sopran și alto)
- calfe (tenori și bași)
- un majordomul al ducelui (rol parlando)
- un ucenic (rol parlando)
- trei fetișcane (roluri parlando)
- cerșetori, popor, paji, lucrători (cor, balet și figurație)